# La Découverte australe
La Découverte australe par un homme volant, ou Le Dédale français est un roman utopique publié par Restif de La Bretonne en 1781.

## Résumé
Du Mont-Inaccessible à l'île Christine
Le héros, Victorin est un jeune roturier amoureux de Christine, fille d'un seigneur local : cet amour semble donc impossible. Mais, avec l'aide d'un domestique ingénieux, Jean Vezinier, il conçoit une machine volante. Victorin repère alors le Mont-Inaccessible, un sommet du Dauphiné où l'on ne peut accéder que par les airs. Il y apporte des plantes, des fruits et des légumes, des outils agricoles, des animaux domestiques, des serviteurs du père de Christine, et même un curé pour y constituer une sorte d'état.
Il enlève alors Christine et s'installe avec elle au Mont-Inacessible. Il l'épouse et ils fondent ensemble une petite société dont ils forment l'aristocratie. Les époux ont trois enfants, qui apprennent eux aussi à voler. La communauté patriarcale, menée par un despote éclairé finit par atteindre trois cents individus. Au bout d’une vingtaine d’années, souhaitant agrandir son domaine et faire de sa femme la reine d'un véritable royaume, Victorin s'envole avec son fils cadet, Alexandre, vers les mers du Sud. Il espère y découvrir de nouvelles terres et développer une sorte d'empire colonial.
Victorin et son fils découvrent ainsi l'île des Hommes-de-Nuit. Victorin la rebaptise île Christine et y importe les habitants et les lois du Mont-Inaccessible. les Hommes-de-Nuit finissent par être apprivoisés. Les Christiniens entrent en contact avec les Patagons, géants débonnaires qui habitent une île voisine et créent avec eux de bonnes relations commerciales.
Du mariage d'un fils de Victorin aux peuplades mi-humaines, mi-animales
Le fils aîné de Victorin épouse une Patagone, Ishmichtriss. Une égalité toute relative règne parmi les Christiniens car seule la famille de Victorin a le privilège de voler. Les activités d'exploration et de colonisation des terres voisines sont uniquement conduites par Victorin et ses fils. Au cours des années qui suivent, une vingtaine d'îles sont découvertes dans l'archipel dont fait partie l'île Christine. Sur chacune de ces îles vivent des peuplades d'êtres fantastiques hybrides, mi-humains, mi-animaux : les hommes-singes, les hommes-ours, les hommes-chiens, les hommes-cochons, les hommes-taureaux, les hommes-moutons, les hommes-castors, les hommes-boucs, les hommes-chevaux, les hommes-ânes, les hommes-grenouilles, les hommes-serpents, les hommes-éléphants, les hommes-lions et -tigres, les hommes-oiseaux et même des hommes-huîtres!... Au cours de chaque exploration, un jeune spécimen de couple de l'espèce hybride est enlevé, emmené pour l'éduquer et le civiliser sur l'île Christine, réduire leur part d'animalité et les remettre plus tard sur leur île pour répandre l'Empire sur l'hémisphère sud.
La Mégapatagonie, ses fondements et ses conséquences sur l'île Christine
Vers 1770, les descendants de Victorin - dont Hermantin - poursuivent la découverte australe et découvrent la Mégapatagonie, aux antipodes de l'Europe dont elle est une sorte de reflet. La langue parlée est du français lu à l'envers mot par mot ; par exemple la capitale est Sirap, pour Paris.
Noffub, un ancien des lieux, présente aux hommes volants le système cosmologique et métaphysique des Mégapatagons fondé sur les principes d'une Nature vivante, un cosmos vivant, palingénétique (renouvelé périodiquement) et égalitaire ; l'humanité n'y est pas le centre du cosmos qui est bien indifférent à son existence. Même l'espèce humaine est une création continue : elle n'a pas d'origine; elle provient seulement d'une différenciation cellulaire progressive entre formes de vie élémentaires et élaborées. La conséquence évidente est que l'humanité n'est pas une espèce distincte, seulement une forme survivante dans une série d'évolutions de la "Grande Chaîne de l'Être". Des philosophes des Lumières sont reconnaissables en Mégapatagonie : Didtaâna (Diderot), Voltaâna (Voltaire) et Roustaâna (Rousseau). La morale mégapatagonienne est fondée sur cette cosmologie. Aucun être n'a le droit de se placer au-dessus d'un autre dans une hiérarchie de pouvoir.
Les Mégapatagons condamnent l'arrogance des peuples de l'hémisphère nord et transmettent aux Christiniens les fondements de leur morale et de leur organisation politique : justice envers les hommes et les animaux, égalité de tous - mais les jeunes sont un peu moins égaux que les vieux qui sont les Magistrats de cette République - communauté de biens... Les femmes y sont plus ou moins communes, les mariages renégociés tous les deux ans, le divorce libre, les enfants à la charge de l'État, etc.
Ainsi une nouvelle Constitution est rédigée en vue de transformer le royaume christinien. Les principes en seront les suivants : l'égalité seule entre les hommes est la source du bonheur, et par conséquent de la vertu. Les habitants devenus des frères, tous égaux et républicains n'auront plus de biens propres, prendront leurs repas en commun, seront payés à proportion des besoins réels de l'ouvrier et de l'artiste, et non de la valeur de l'ouvrage. Les femmes s'habilleront toutes de la même manière, les magistrats seront élus, aucun privilège, titre ou charge ne sera héréditaire. Seuls les descendants de Victorin seront maintenus dans le droit exclusif et patrimonial de porter des ailes.
Au cours d'un voyage au-dessus des Indes, Hermantin survole la colonie portugaise de Goa, sauve d'un autodafé des musulmans, des juifs et des protestants, et prononce un discours œcuménique qui laisse les Portugais médusés.
La lettre d'un singe aux animaux de son espèce
Séance chez une amatrice

## Analyse

### Illustrations
Prenant la forme de quatre frontispices et 19 figures, le tout gravé à l'eau-forte non-signées, elles sont attribuées à Louis Binet, illustrateur attitré de Rétif et dont le style est reconnaissable.

## Réception
Un compte rendu plutôt favorable, est publié en mai 1781.
Selon Joseph Altairac, la célébrité de l'ouvrage est davantage due à ses superbes gravures qu'au texte lui-même.

## Histoire de l'édition du livre
La parution du livre est signalée dans le Mercure de France du 10 février 1781 de la façon suivante : « La Découverte Australe, par un homme volant ou le Dédale François, Nouvelle très-philosophique, 4 Volumes in-12. Prix, 9 liv. A Paris, chez la Veuve Duchesne, Libraire, Rue Saint Jacques. »

### Précision terminologique
Si l'on se réfère aux pages de titre de la première édition, la Découverte australe se compose de 4 volumes, numérotés de 1 à 4. Volume doit donc être compris au sens actuel de tome : division intellectuelle d'un ouvrage telle que souhaitée par l'auteur. Concrètement ces quatre tomes ont souvent été reliés en 2 volumes matériels, à de rares exceptions près, comme cet exemplaire passé en vente en 2011. Dans les références ci-dessous, les termes sont utilisés selon leur sens actuel.

### Première édition
- La bibliothèque nationale de France possède plusieurs exemplaires :
  - Exemplaire de la Bibliothèque nationale de France.
  - Exemplaire de la Bibliothèque nationale de France ; disponible dans Gallica : volume 1 (tomes 1 et 2) ; volume 2 (tomes 3 et 4).

- Exemplaire de la Bayerische Staatsbibliothek : tome 1 ; tome 2 ; tome 3 ; tome 4.
- Exemplaire de Cambridge University Library
- Exemplaire de l'Université du Michigan, numérisé par Google, vol. 1 (tomes 1 et 2) uniquement.
- Exemplaire de la Médiathèque du Grand Troyes, DG 10149.
- Exemplaire de la Bibliothèque municipale de Lyon (Bibliothèque jésuite des Fontaines), vol. 1, vol. 2, vol. 3, vol. 4.
- Exemplaire de l'Université de Gand (Belgique), vol. 4.

### Autres éditions
- Monique Lebailly (éd.), Lettre d'un singe aux animaux de son espèce, Manya, 1990,  (ISBN 9782877420495), 158 p.
- La découverte australe, texte revu par Françoise Adelstain et Jacques Lacarrière. In : Francis Lacassion (dir.), Voyages aux pays de nulle part, Paris, Robert Laffont, 1990, coll. Bouquins,  (ISBN 2-221-06671-5).
- Jacques Lacarrière (préf.), France Adel, 1977, coll. Bibliothèque des utopies, 260 p. Texte (...) conforme à l'édition originale de 1781 (...) à l'exception de coupures d'une vingtaine de pages et des notes relatives à d'autres ouvrages de l'auteur. Nous avons respecté au maximum l'orthographe de l'auteur (même dans l'abus qu'il fait des majuscules) ainsi que ses fantaisies typographiques. Compte rendu par Pierre Testud, Revue d'Histoire littéraire de la France, 1980, 80e année, n° 1, p. 114-116.

En fac-simile
- Nicolas-Edme Restif de La Bretonne, [Œuvres complètes],  Genève, Slatkine reprints, 1988, vol. 33-34,  (ISBN 2051008450). Édition en fac-simile de l'édition de 1791[5] Exemplaire disponible dans Gallica.
- Paul Vernière (préf.), Paris, Genève, Slatkine reprint, 1979, coll. Ressources, 4 tomes en 2 volumes. Réimpression de l'édition de Leipzig, 1781[6].
  - L'exemplaire de la Bibliothèque nationale de France numérisé dans Gallica.